# Xysticus audaxoides
Espèce
Xysticus audaxoides est une espèce d'araignées aranéomorphes de la famille des Thomisidae.

## Distribution
Cette espèce est endémique du Hebei en Chine,.

## Publication originale
- Zhang, Zhang & Song, 2004 : A new species of the genus Xysticus (Araneae: Thomisidae) from China. Journal of Hebei University, Natural Science Edition, vol. 24, p. 74-75.